# Pseudocorynopoma doriae
Pseudocorynopoma doriae es una especie de peces de la familia Characidae en el orden de los Characiformes.

## Morfología
Los machos pueden llegar alcanzar los 6,2 cm de longitud total.

## Hábitat
Vive en zonas de clima tropical entre 20 °C - 24 °C de temperatura.

## Distribución geográfica
Se encuentran en Sudamérica: desde el sur del Brasil hasta la región de La Plata. Argentina, Brasil y Uruguay.